# Geschichte Vanuatus
Die Geschichte Vanuatus umfasst die Entwicklungen auf dem Gebiet der Republik Vanuatu von der Urgeschichte bis zur Gegenwart. Der Pazifikstaat Vanuatu ist seit 1980 unabhängig.

Das Wappen Vanuatus zeigt einen melanesischen Krieger/Häuptling

## Frühe Geschichte
Über die Geschichte vor der Ankunft der Europäer ist wenig bekannt. Viele Inseln Vanuatus sind seit mehreren tausenden Jahren bewohnt. Man geht davon aus, dass die ersten Menschen vor circa 3500 Jahren von Papua-Neuguinea nach Vanuatu kamen. In den darauf folgenden Jahrtausenden bildeten sich verschiedene Stämme, die untereinander verfeindet waren. Aus mündlichen Überlieferungen geht hervor, dass Häuptling Roy Mata es schaffte, die Stämme zu vereinen und somit die erste bedeutende Figur in der Geschichte Vanuatus wurde.

## Ankunft der Europäer
Der erste Europäer, der vanuatuischen Boden betrat, war der Portugiese Pedro Fernández de Quirós im Jahr 1606.  Er stand in spanischen Diensten und war aufgebrochen, um den südlichen Kontinent zu finden. Als De Quiros die Bucht Big Bay in Vanuatu erreichte, glaubte er, er hätte sein Ziel erreicht und benannte die Inseln Australis de Espiritu Santo. De Quiros erklärte die Inseln zum Eigentum der spanischen Krone, konnte den spanischen Hof nach seiner Rückkehr jedoch nicht von seinen Entdeckungen überzeugen. So geriet Vanuatu für lange Zeit in Vergessenheit. Erst 1768 segelte mit dem Franzosen Louis Antoine de Bougainville erneut ein Europäer nach Vanuatu und widerlegte De Quiros' Theorie, Vanuatu sei Teil des südlichen Kontinents.
1774 erreichte James Cook auf seiner zweiten Seereise vanuatuisches Gebiet und nannte es „Neue Hebriden“. Intensive Erkundungen blieben ihm aufgrund von feindseligen Eingeborenen verwehrt. Trotzdem machte Cook die Entdeckung, dass es zwei verschiedene Arten von Eingeborenen auf den Inseln gab. Zum einen dunkle, kleine Menschen und zum anderen größere, hellhäutige Menschen. Man fand heraus, dass es sich bei Ersteren um Melanesier und bei Letzteren um Polynesier handelte.

## Kolonialisierung

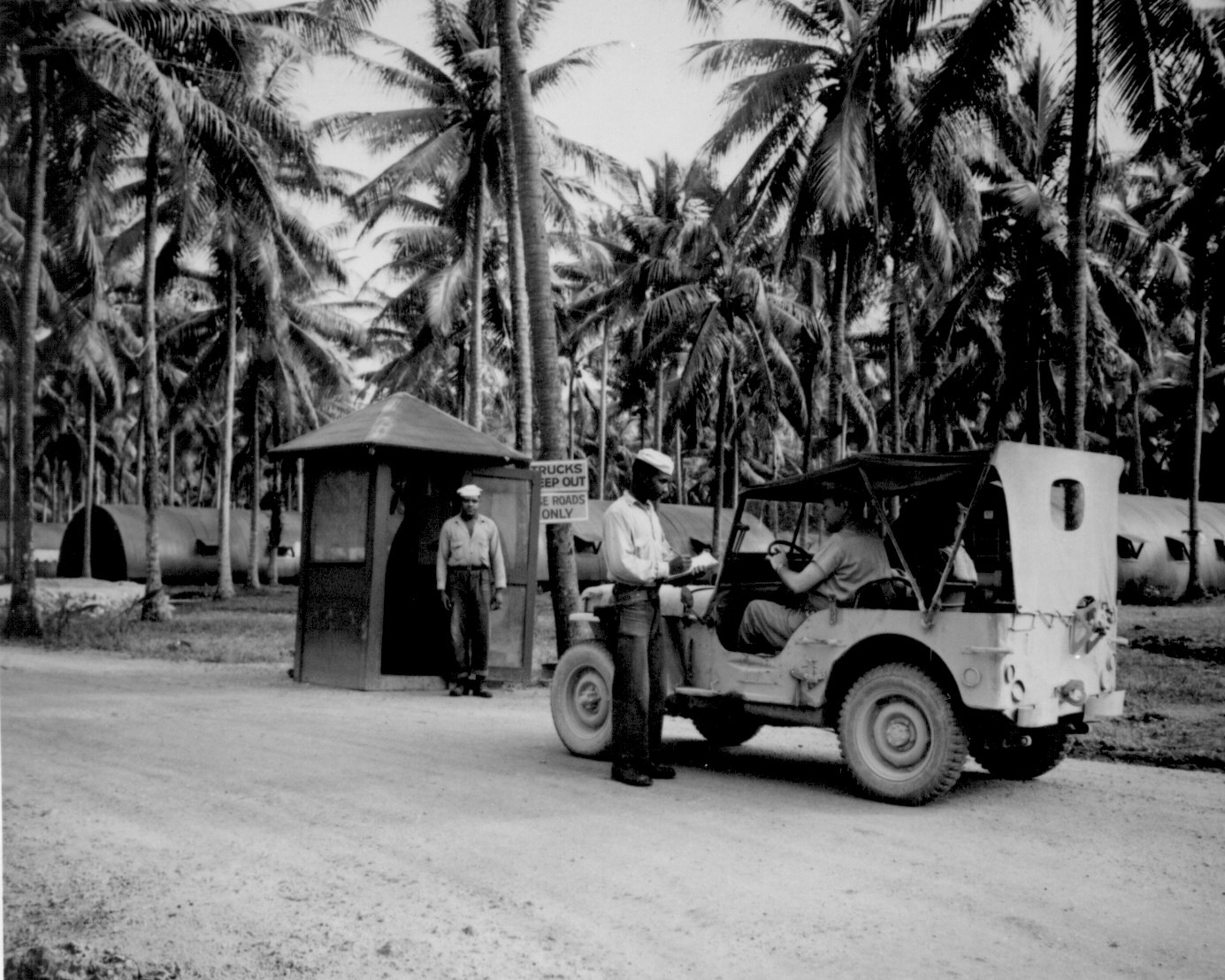
Eingang zum U.S. Navy Base Camp Annex auf Espiritu Santo während des Zweiten Weltkriegs

In den folgenden Jahrzehnten kam es vermehrt zu Ansiedlungen durch Franzosen und Briten. Der irische Händler Peter Dillon entdeckte im Jahr 1825 einen großen Bestand an Sandelholz auf Vanuatu. Daraufhin begannen die Europäer das Sandelholz zu schlagen, da China ein großes Interesse an diesem Rohstoff hatte und man sich dadurch einen guten Handel versprach. Infolgedessen wurde die Zahl der Ureinwohner dezimiert, da diese zu hohe Preise für die Abholzung forderten.
Ab 1887 war Vanuatu offiziell unter britisch-französischer Kontrolle. 1906 gründeten beide Länder das Kondominium Neue Hebriden. Vanuatu wurde von nun an von Briten und Franzosen regiert. Die Ureinwohner waren mit Gründung des Kondominiums offiziell ohne Staatszugehörigkeit. Sie durften sich nicht vanuatuische Staatsbürger nennen. Ihre Einwohnerzahl verringerte sich bis 1935 auf 45.000.
Während des Zweiten Weltkriegs nutzten Großbritannien und Frankreich die beiden Inseln Efate und Espiritu Santo als Militärbasen. In den Kriegsjahren 1942 bis 1945 übernahmen für kurze Zeit die USA die Herrschaft über Vanuatu und bauten erfolgreich eine Infrastruktur auf. Nach Kriegsende verließen sie die Insel wieder. Durch Kontakt mit afroamerikanischen Soldaten wurde antikoloniales Gedankengut auf der Insel bekannt und zunehmend populär.

## Unabhängigkeit

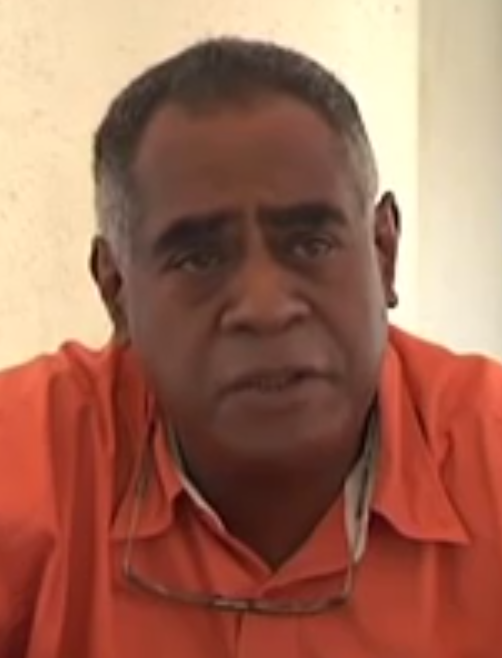
Ishmael Kalsakau, der seit 2022 amtierende Premierminister

Ab den 1960er-Jahren gab es Unabhängigkeitsbestrebungen der Bevölkerung, die ab 1971 durch die Unabhängigkeitsbewegung „Vanua' aku Pati“ getragen wurden. Zuerst stemmten sich die Franzosen gegen dieses Vorhaben, da sie eine Entkolonisierungswelle befürchteten und das rohstoffreiche  Neukaledonien gerne behalten wollten. 
1977 waren Großbritannien und auch Frankreich bereit dem Verlangen nach Unabhängigkeit nachzugeben. Volle Souveränität erlangte der Inselstaat am 30. Juli 1980 durch die Zustimmung der beiden europäischen Schutzmächte. Das Land ist weiterhin Mitglied des Commonwealth of Nations.  Bei der Erlangung der Unabhängigkeit wurde das bereits 1975 garantierte aktive und passive Frauenwahlrecht bestätigt.
Erster Ministerpräsident wurde der anglikanische Geistliche Walter Lini. Da sich die Bevölkerung in den Jahrzehnten davor in Anglophile und Frankophile gespalten hatte, verließen nach Ernennung des Ministerpräsidenten viele Frankophile die Inseln.
1981 trat Vanuatu den Vereinten Nationen bei; zwei Jahre später der Bewegung der Blockfreien Staaten. 1988 wurden Verträge zur engeren Kooperation mit den Salomonen unterschrieben. Im selben Jahr wurden Ministerpräsident Lini und Staatsoberhaupt Sokomanu abgesetzt. Die 1990er-Jahre waren geprägt von politischer Instabilität, die sich in häufigen Regierungswechseln und einer Dezentralisierung der Inseln zeigte. Seit 2022 ist Ishmael Kalsakau Premierminister Vanuatus.